# Козарське (заказник)
Козарське — гідрологічний заказник місцевого значення в Україні. Розташований у межах Бобровицької громади Ніжинського району Чернігівської області на північний захід від с. Кобижча в напрямку села Козари у лісовому масиві ДП «Ніжинське лісове господарство» (кв. 66, 82, 83 Кобижчанського лісництва).
Площа — 43 га. Статус присвоєно згідно з рішенням Чернігівського облвиконкому від 27.12.1984 р. № 454. Перебуває у віданні ДП «Ніжинське лісове господарство».
Охороняється низинне  болото, оточене вільховим лісом, де зростає осока звичайна та осока омська. Заказник має велике значення в регулюванні водного режиму прилеглих територій. Місце масового гніздування водоплавних птахів. 